# Burján Csaba
Burján Csaba (Pécs, 1994. szeptember 27. –) olimpiai- és Európa-bajnok magyar rövidpályás gyorskorcsolyázó.

## Élete

### Magánélete
Gyermekkorában sok sportágat kipróbált, végül a gyorskorcsolyánal kötött ki. Egy évig jégkorongozott, majd egy országos diákolimpiai részvétel után felfigyeltek rá, s azóta versenyszerűen gyorskorcsolyázik a PKSE sportolójaként (2002).

### Sportkarrierje
Egyéniben a 2012-es melbourne-i junior-világbajnokságon 1000 méteren elődöntős volt, végül kilencedik lett. Ugyanitt – a 3000 méteres távon – a férfi váltóval a 4. helyen zárt, míg összetettben a 12., 500 méteren a 18., 1500 méteren pedig a 23. helyen végzett.
2013-ban Malmőben, a svédországi rövidpályás gyorskorcsolya Európa-bajnokságon – a magyar férfi váltóval – az olaszokat megelőzve, az oroszok és a hollandok mögött lett harmadik a csapatverseny döntőjében, Debrecenben a staféta azonban nem jutott tovább az elődöntőből, és így a világbajnokságot a 8. helyen zárták. Ezen év decemberében, az olaszországi Trentóban zajló XVI. téli universiadén – a Béres Bencével, Knoch Viktorral és Oláh Bencével alkotta férfi váltó tagjaként – aranyérmet nyer az 5000 méteres távon.
A 2015-ös rövidpályás gyorskorcsolya világkupa-sorozat drezdai állomásán – a férfiváltó tagjaként – a holland csapat mögött, a kínaiakat és a dél-koreaiakat megelőzve másodikként ért célba az 5000 méteres döntőben.
2015-ben a magyar férfi gyorskorcsolya-váltó tagjaként, 5000 méteres távon Knoch Viktor, Liu Shaoang és Liu Shaolin Sándor mellett Sanghajban rendezett rövidpályás gyorskorcsolya világkupán sporttörténeti magyar siker részeseként aranyérmet szerzett.
A 2016-os világbajnokságon a váltóval negyedik helyezést ért el.
A 2018-as olimpián 2018. február 22-én az 5000 méteres váltó tagjaként olimpiai bajnoki címet szerzett. Magyarország a téli olimpiák történetében először nyert aranyérmet.
A 2019-es Európa-bajnokságon az 5000 méteres váltó tagjaként aranyérmet szerzett.
2020. február 5-én a Magyar Országos Korcsolyázószövetség egy évre eltiltotta, amiért 2019 decemberében egy Instagram-posztjában sértő megjegyzést tett Kínára, illetve a kínai emberekre.
2022 októberében visszavonult az élsporttól.

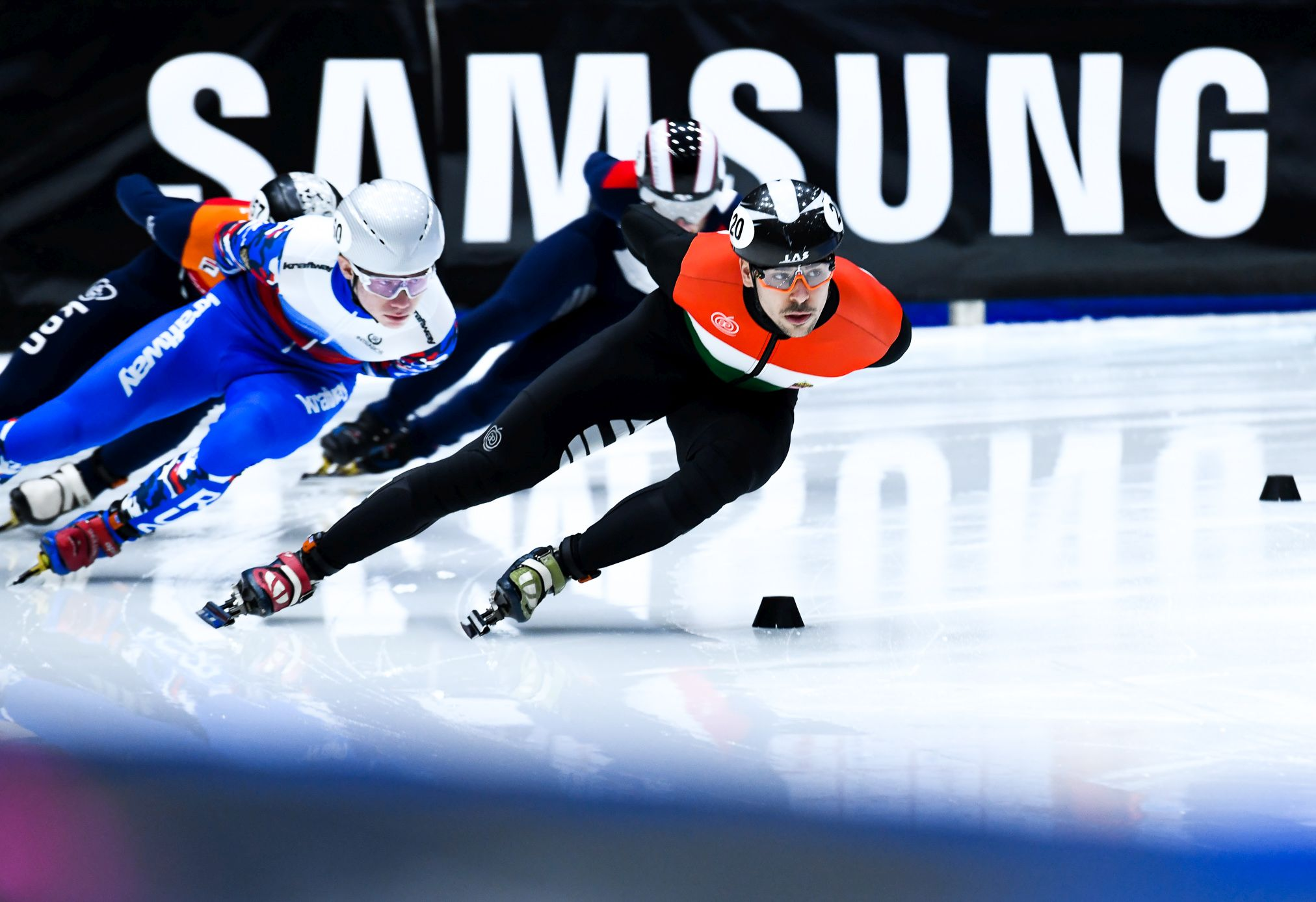
2019-ben az Európa-bajnokságon (középen)

## Legjobb időeredményei
| Táv    | Idő      | Dátum              | Helyszín  | Esemény               | Megjegyzés |
| ------ | -------- | ------------------ | --------- | --------------------- | ---------- |
| 222 m  | 24,646   | 2005. december 17. | Igló      | Slovak Open           |            |
| 333 m  | 35,310   | 2005. december 18. | Igló      | Slovak Open           |            |
| 500 m  | 42,481   | 2012. december 2.  | Nagoja    | világkupa             |            |
| 1000 m | 1:27,326 | 2012. február 25.  | Melbourne | junior világbajnokság |            |
| 1500 m | 2:17,325 | 2013. február 8.   | Drezda    | világkupa             |            |
| 3000 m | 5:01,938 | 2011. december 30. | Budapest  | magyar bajnokság      |            |

## Eredmények
| rendezvény                               | helyezés       | helyezés | helyezés  | helyezés  | helyezés                   | helyezés                   | helyezés             | helyezés             |
| rendezvény                               | összetett- ben | 500 m-en | 1000 m-en | 1500 m-en | 1500 m-es szuper- döntőben | 3000 m-es szuper- döntőben | 3000 m-es váltó- ban | 5000 m-es váltó- ban |
| ---------------------------------------- | -------------- | -------- | --------- | --------- | -------------------------- | -------------------------- | -------------------- | -------------------- |
| Magyar Junior Bajnokság, Budapest, 2007  |                |          |           |           |                            |                            |                      |                      |
| Vienna Kupa, Bécs, 2008                  |                |          |           |           |                            |                            |                      |                      |
| 17. Alta Valtellina Trophy, Bormio, 2008 | 6.             | 8.       | 5.        |           | –                          |                            |                      |                      |
| Magyar Junior Bajnokság, Budapest, 2009  |                |          |           |           |                            |                            |                      |                      |
| 18. Alta Valtellina Trophy, Bormio, 2009 |                | 5.       |           |           |                            |                            |                      |                      |
| Magyar Junior Bajnokság, Budapest, 2010  |                |          |           |           |                            |                            |                      |                      |
| Magyar Bajnokság, Budapest, 2010         | 5.             | 6.       | 5.        | 5.        |                            |                            |                      |                      |
| Magyar Bajnokság, Budapest, 2011         |                |          | 4.        |           |                            |                            |                      |                      |
| világkupa, Moszkva, 2011                 |                | –        | 32.       | 28.       |                            |                            |                      | –                    |
| világkupa, Drezda, 2011                  |                | 35.      | 37.       | –         |                            |                            |                      | 11.                  |
| világbajnokság, Sheffield, 2011          | 30.            | 40.      | 29.       | 28.       |                            | –                          |                      | –                    |
| Magyar Bajnokság, Budapest, 2011         |                | 4.       |           |           |                            |                            |                      |                      |
| Magyar Junior Bajnokság, Budapest, 2012  |                | 4.       |           |           | 6.                         |                            |                      |                      |
| világkupa, Calgary, 2012                 |                | 37.      | –         | 28.       |                            |                            |                      | 10.                  |
| világkupa, Montréal, 2012                |                | 34.      | –         | 25.       |                            |                            |                      | 12.                  |
| 21. Alta Valtellina Trophy, Bormio, 2012 |                | 5.       |           |           |                            |                            |                      |                      |
| világkupa, Nagoja, 2012                  |                | 24.      | 19.       | –         |                            |                            |                      | 9.                   |
| világkupa, Sanghaj, 2012                 |                | –        | 21.       | 38.       |                            |                            |                      | 7.                   |
| világkupa, Drezda, 2013                  |                | 33.      | –         | 17.       |                            |                            |                      | 12.                  |
| junior világbajnokság, Varsó, 2013       | 12.            | 14.      | 15.       | 14.       | –                          |                            | 13.                  |                      |
| világbajnokság, Debrecen, 2013           | –              | –        | –         | –         |                            | –                          |                      | 8.                   |
| téli universiade, Trento, 2013           | –              | –        | –         | –         |                            | –                          |                      |                      |

## Díjak
- A Magyar Érdemrend tisztikeresztje (2018)
- Zugló díszpolgára (2018)[18]
- Ifjúsági Tüke-díj (2019)[19]